# C17H22N4O2
化学式C17H22N4O2（摩尔质量 314.389 g/mol）可能指：
- 雷西莫特（英语：Resiquimod）（R-848），CAS号：144875-48-9
- 雷米他滨（英语：Ralmitaront）（RG-7906、RO-6889450），CAS号：2133417-13-5

|  | 这个同类索引页列出了具有相同分子式的化学物（即同分異構體）条目。 除非您是有意链接至本页，否则应将相应条目的内部链接指向正确的条目。 |